# 孔海钦
孔海钦（1963年—），本名孔祥语，福建福州人。孔子第七十五世孙。中國儒學學者，他還擔任過晋安区宣传部副部长、文联主席、政协常委、福州大学人文学院教授、福州市文儒书院院长、福州孔子学会秘书长。

## 生平
孔海钦生于晋安区宦溪镇板桥村。三十歲時，成為一名高级经济师。後來開始研究儒學，出版解读《论语》、《大学》、《中庸》的数部著作以及《论语课本》、《三千孝弟学庸》等。2008年起，孔海钦經常開辦儒学讲座，2013年成立福州市文儒书院。2020年，晋安区孔海钦党建工作室揭牌，這一工作室主要宣讲中共红色文化和传统文化。